# Brian Young (magistrat)
Pour les articles homonymes, voir Brian Young.
Brian Michael John Young (né le 10 septembre 1954), est un homme politique britannique, qui fut le 28e magistrat des Îles Pitcairn de 1984 à 1991.
En 2007, dans le cadre de l'Affaire des Îles Pitcairn, il fut déclaré coupable de viol et d'attentat à la pudeur (entre autres, sur des jeunes filles de 7 ans), et a été condamné à six ans et six mois de prison,.